# Sonic the Hedgehog (film, 2020)
Sonic the Hedgehog är en äventyrsfilm baserad på datorspelserien Sonic the Hedgehog av Sega. Filmen är regisserad av Jeff Fowler och manuset är skrivet av Patrick Casey, Josh Miller och Oren Uziel, efter en berättelse av Van Robichaux och Evan Susser. Huvudrollerna i filmen spelas av Ben Schwartz som röst till Sonic och Jim Carrey som Doctor Ivo Robotnik, tillsammans med James Marsden och Tika Sumpter. I filmen hjälper en småstadssheriff Sonic, när han försöker undkomma regeringen.
Filmen planerades ursprungligen att ha premiär den 8 november 2019 i USA. Men efter negativt mottagande på den första trailern, som släpptes den 30 april, försenade Paramount filmen till 14 februari 2020 och lovade att göra om Sonic.
Filmen hade biopremiär i Sverige den 19 februari 2020, utgiven av Paramount Pictures. Filmen fick beröm för skådespelarna, Sonics design och trofasthet till källmaterialet, men kritik för dess handling och upplevd brist på originalitet.
Uppföljaren Sonic the Hedgehog 2 hade biopremiär den 8 april 2022.

## Handling
Sonic (Ben Schwartz) är en blå antropomorfisk igelkott från en annan värld som föddes med superkrafter som gör att han kan springa i överljudsfart. Sonic kommer till den lilla staden Green Hills på Jorden för att fly från ondskefulla typer som vill använda hans krafter för sina egna själviska syften. Efter att oavsiktligt ha orsakat ett stort elavbrott blir Sonic efterlyst av regeringen som anlitar den tyranniske vetenskapsmannen och robotkonstruktören dr. Robotnik (Jim Carrey) för att jaga Sonic. Samtidigt möter Green Hills sheriff Tom Wachovski (James Marsden) Sonic och bestämmer sig sen för att hjälpa honom att fly, samla Sonics ringar och hindra Robotnik från att ta hans krafter för världsherravälde.

## Rollista (i urval)
| Karaktärer             | Originalskådespelare | Svenska röster           |
| ---------------------- | -------------------- | ------------------------ |
| Sonic                  | Ben Schwartz (röst)  | Christian Hedlund        |
| Dr. Ivo Robotnik       | Jim Carrey           | Jonas Kruse              |
| Thomas "Tom" Wachowski | James Marsden        | Peter Eggers             |
| Maddie Wachowski       | Tika Sumpter         | Johanna Lazcano Osterman |
| Agent Stern            | Lee Majdoub          | Björn Bengtsson          |
| Major Bennington       | Neal McDonough       | Rolf Lydahl              |
| Kommendör Walters      | Tom Butler           | Johan H:son Kjellgren    |
| Rachel                 | Natasha Rothwell     | Cecilia Wrangel          |
| Wade Whipple           | Adam Pally           | David Lenneman           |

- Övriga röster – Alice Gyllenberg, Anders Byström, Anna Sophocleous, Charlotte Ardai Jennefors, Chaya Mandoki, Christopher Carlqvist, Ester Sjögren, Hasse Jonsson, Johan Hedenberg, Jörn Savér, Liam Sagefors, Linda Åslund, Nathalie Sagefors, Orlando Wahlsteen
- Dialogregissör och tekniker – Hasse Jonsson
- Översättning – Vicki Benckert
- Producent – Lasse Svensson, Annika Rynger
- Svensk version producerad av Eurotroll AB[11]

## Mottagande
Från och med den 18 mars 2020 har Sonic the Hedgehog samlat 146,1 miljoner dollar i USA och Kanada, och 160,7 miljoner dollar i andra territorier, för totalt 306,8 miljoner dollar världen över.
På Rotten Tomatoes har filmen ett godkännande på 64% baserat på 210 recensioner, med ett genomsnittligt betyg på 5,78/10. På Metacritic har filmen ett medelvärde på 47 av 100, baserat på 41 kritiker, vilket indikerar "blandade eller genomsnittliga recensioner".

## Uppföljare
Under en intervju tog Carrey upp att utvidgningen av karaktären Dr. Robotnik kunde leda till en potentiell uppföljare, "Jag skulle inte ha något emot att göra en annan för det var så roligt, först och främst en riktig utmaning att försöka övertyga människor om att jag har ett tresiffrigt IQ... Det finns så mycket utrymme, du vet, Robotnik har inte nått sin apoteos."
I februari 2020 sa regissören Jeff Fowler att han planerar för en potentiell uppföljare som kommer att innehålla fler element från TV-spelen.
Uppföljaren Sonic the Hedgehog 2 meddelades den 1 juni 2020, med Fowler tillbaka som regissör och Casey och Miller återvänder som manusförfattare. Uppföljaren har planerats att släppas den 8 april 2022. Inspelningarna av uppföljaren pågick från mitten av mars 2021 till slutet av juni samma år. Filmen är planerad att släppas den 8 april 2022.